# Coucou (Kulturmagazin)
Das Kulturmagazin Coucou ist ein unabhängiges Kultur- und Stadtmagazin aus Winterthur. Mit Interviews, Reportagen, Kolumnen, Porträts und Rezensionen ordnet das Coucou das kulturelle und gesellschaftliche Geschehen Winterthurs ein und informiert über aktuelle Projekte in der sechstgrössten Stadt der Schweiz. Zudem bietet es mit einem Veranstaltungskalender einen umfassenden Überblick über das Kulturangebot in der Kulturstadt Winterthur.

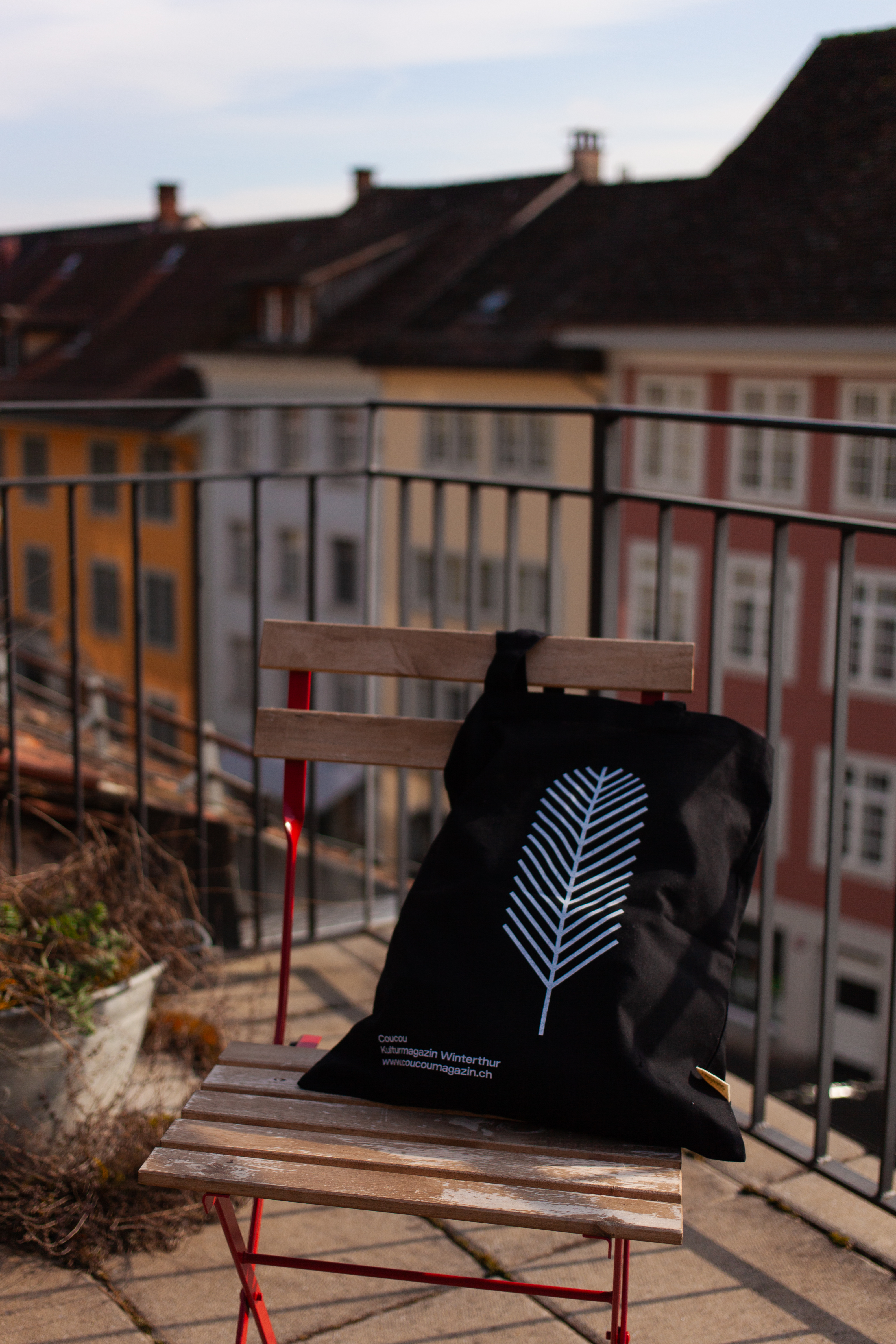
Tasche des Coucou Kulturmagazins auf dem Balkon der Redaktion

## Geschichte
Das Coucou wird vom Verein «Kulturmagazin für Winterthur» herausgegeben, der 2010 gegründet wurde. Ziel des Vereins ist es, ein unabhängiges Medium zu schaffen, das Kulturjournalismus fördert und die Kulturszene Winterthurs sichtbar macht. Die erste Ausgabe erschien im Dezember 2012 und wurde durch Crowdfunding sowie Gönner und Gönnerinnen finanziert.
Der Verein ist parteipolitisch und konfessionell neutral, nicht gewinnorientiert und versteht sich als gemeinnütziger Verein (Art. 60 ff. ZGB), der die Kulturszene der Stadt Winterthur fördert. Mit der Herausgabe des Coucou setzt sich der Verein für eine vielfältige Medienlandschaft in Winterthur sowie für Kulturjournalismus ein.
Ein ausführlicher Beitrag im Jahrbuch 2016 beschreibt die Gründungsgeschichte des Coucou und die damaligen Herausforderungen im Bereich unabhängiger Kulturberichterstattung in der Stadt.
Im Jahr 2021 wurde das Coucou mit dem Kulturpreis der Stadt Winterthur ausgezeichnet, um seinen Beitrag zur Sichtbarkeit der Kulturszene zu würdigen.

## Vertrieb und Finanzierung
Das Coucou finanziert sich zu zwei Dritteln über Abonnemente und Inserate. Der Rest wird durch Spenden, Fördergelder und den Verkauf von Merchandising-Artikeln abgedeckt.

## Herausforderungen
Seit Beginn wurde das Coucou hauptsächlich durch ehrenamtliche Arbeit getragen. Steigende Produktionskosten, ein Generationenwechsel und Inserateausfälle, die in Korrelation mit Entwicklungen in der Kulturförderung stehen, stellen den Verein vor neue Herausforderungen in Bezug auf die Finanzierung von Produktions- und Lohnkosten.
Das Amt für Kultur der Stadt Winterthur signalisierte Anfang 2023 Bereitschaft, das Kulturmagazin finanziell zu unterstützen, sagte allerdings die in Aussicht gestellten Verhandlungen über einen Subventionsvertrag von 2025 bis 2028 wieder ab. Daraufhin reagierte das Coucou mit Sparmassnahmen, darunter dem Pausieren des Drucks des Veranstaltungskalenders und einer strukturellen Reorganisation des Teams. Mit einer Social-Media-Kampagne unter dem Motto «Stell dir vor, es ist Kultur und niemand kriegt’s mit» machte das Coucou-Team im Herbst 2023 auf die prekäre Lage aufmerksam.

## Bedeutung für die Winterthurer Kulturlandschaft
Mit rund 1'000 Abonnenten ist das Coucou ein Bestandteil der Winterthurer Kulturlandschaft. Das Magazin bietet nicht nur engagierten Journalismus, sondern fördert auch junge Talente und trägt zur kulturellen Vielfalt der Stadt bei.

## Inhalt und Konzept
Das Coucou bietet Interviews, Reportagen, Kolumnen und Porträts. Regelmässige Rubriken sind:
- Hör mal (Musikempfehlungen)
- Lies mal (Literaturtipps)
- Schau mal (Film- und Veranstaltungstipps)
- Coucou empfiehlt (Veranstaltungsempfehlungen)
- Porträt (Einblicke in das Leben lokaler Persönlichkeiten)
- Bild auf Bild (Fotostrecken)
- Artothek (Kunstwerke zum Ausleihen)
- Kulinarium (kulinarische Themen)

## Projekte
Das Coucou organisiert regelmässig Projekte zur Förderung der Kulturszene in Winterthur:

### Wandzeitung an den Musikfestwochen
Seit 2015 gestaltet das Coucou-Team im Rahmen der Winterthurer Musikfestwochen eine Wandzeitung mit Porträts, Texten, «Eydus» und Konzertempfehlungen.

### «#coucoukunst»
Seit 2017 zeigt das Coucou in Kooperation mit den Musikfestwochen und dem Salzhaus Werke von Kunstschaffenden aus Winterthur und der Region.

### «Coucou liest Film»
Seit 2015 wird ein Drehbuch eines Kurzfilms in der November-Ausgabe des Coucou veröffentlicht, ergänzt durch eine Lesung an den Internationalen Kurzfilmtagen Winterthur.

### «Die Goldenen Federn»
Seit 2018 verleiht das Coucou die «Goldenen Federn», um Winterthurer Kulturschaffende auszuzeichnen.